# Радован III
Радован III или Радован трећи је српска позоришна представа Душана Ковачевића.

## Ликови
- Радован трећи — Човек из Завичаја, стицајем разних околности пензионисан у тридесетој години свог живота. Веома мало радио, али изузетно много упропастио.
- Руменка (Ру Станиславс) — Радованова жена, Радованова животна креаторка, сапутник и издајник.
- Георгина — Радованова старија кћи. Радованов дугогодишњи бол.
- Катица — Радованова млађа кћи. Радован хтео мушко, а оно — женско: возач интерконтиненталне хладњаче.
- Станислав — Радовану није отац, већ Радовановој жени Руменки.
- Јеленче — Радованов заробљеник, из фамилије мрских Вилотића. Да није такав какав јесте, можда био би песник онакав какав није.
- Келнер — Радованов непријатељ био, па зет био, на крају није ништа — био.
- Василије — Радовану се умешао у живот, јер је рођени брат Станислава. Дуго година живео као покојник. (у оригиналној представи из 1973. се не појављује, док се у представи из 2013. појављује, и игра га Мики Крстовић)
- Неколико — мрских, заумних, подмуклих, језивих и на све спремних — Вилотића.[3]

## Радња
Радован Трећи је прича о човеку који се није снашао, који је дошао из Завичаја у велики град (где птицу није видео двадесет година), и стално ламентира за Завичајем иако се не сме вратити тамо, јер је зезнуо локалце.
Живи са женом (Руменка, ћерка сељака Станислава, покондирена модна креаторка), кћери Георгином (која је у другом стању већ пет година, јер не сме да роди неудата од Радована, док је отац детета припадник Мрског непријатеља, комшија, породице Вилотић, који се сад шета по Америкама) и тастом Станиславом (који је имао неко имање и има неке несређене рачуне са Радованом из прошлих времена, а спава у купатилу, а само једе и сере иза куће по Радовану). Такође, члан породице је и Катица, ћерка уместо које је Радован хтео да има сина, па је од Катице створио мушкарачу која вози хладњачу и звижди за девојкама. Ту је и заробљеник, један од Вилотића, Јеленче, несхваћени песник ("волео сам све недеље, недељом уместо кравата стављам змије око врата"), као и Келнер, Осман Аврамовић, ВК, првобитно арогантни дебељко, а затим Георгинин удварач. Радован је опседнут серијом о Џорџу, због чијег одлагања ради преноса слетања на Месец безуспешно покушава самоубиство.

## Улоге
Оригинална постава:
| Глумац           | Улога     |
| ---------------- | --------- |
| Зоран Радмиловић | Радован   |
| Мира Бањац       | Катица    |
| Милутин Бутковић | Станислав |
| Маја Чучковић    | Руменка   |
| Милан Михаиловић | Јеленче   |
| Ташко Начић      | Осман     |
| Татјана Бељакова | Георгина  |

Поводом две деценије смрти Зорана Радмиловића у његовој матичној позоришној кући, Атељеу 212, 5. јула 2005. је поново изведена представа. Играла се 43 пута, и последње извођење је било 8. октобара 2006. Нова постава је била:
| Глумац             | Улога     |
| ------------------ | --------- |
| Бранимир Брстина   | Радован   |
| Горица Поповић     | Катица    |
| Бранислав Зеремски | Станислав |
| Анита Манчић       | Руменка   |
| Небојша Илић       | Јеленче   |
| Феђа Стојановић    | Осман     |
| Драгана Ђукић      | Георгина  |
| Мики Крстовић      | Василије  |

## Занимљивости
- Јубиларна 250 представа одиграна 27. марта 1983. у Атељеу 212 је снимана и издата на ВХС касети а 2004. на ДВД. Постоји и аматерски ВХС снимак 281. представе, одигране 30. октобра 1984. године[7]
- Зоран Радмиловић је представу одиграо 299 пута, последњи пут 9. јуна 1985. године и од тада се представа није изводила[1].
- Било је покушаја да се представа врати на репертоар. Глумац Бранимир Брстина је режирао Радована 3 са Бранимиром Брстином у насловној улози. Изведена је пар пута, али није наишла на добар одзив[8][9].